# 8.ª etapa del Giro de Italia 2018
La 8.ª etapa del Giro de Italia 2018 tuvo lugar el 12 de mayo de 2018 entre Praia a Mare y Montevergine sobre un recorrido de 209 km y fue ganada por el ciclista ecuatoriano Richard Carapaz del equipo Movistar, en un hecho inédito al convertirse en el primer ecuatoriano en lograr una victoria de etapa en el UCI WorldTour y en una de las 3 Grandes Vueltas.

## Clasificación de la etapa
| \| Clasificación de la etapa \| Clasificación de la etapa \| Clasificación de la etapa \| Clasificación de la etapa \| Clasificación de la etapa \| \| Ciclista \| Ciclista \| Equipo \| Tiempo \| \| \| ------------------------- \| ------------------------- \| ------------------------- \| ------------------------- \| ------------------------- \| \| 1.º \| Richard Carapaz \| Movistar Team \| 5 h 11 min 35 s \| \| \| 2.º \| Davide Formolo \| Bora-Hansgrohe \| + 7 s \| \| \| 3.º \| Thibaut Pinot \| Groupama-FDJ \| + 7 s \| \| \| 4.º \| Enrico Battaglin \| LottoNL-Jumbo \| + 7 s \| \| \| 5.º \| Simon Yates \| Mitchelton-Scott \| + 7 s \| \| \| 6.º \| Domenico Pozzovivo \| Bahrain-Merida \| + 7 s \| \| \| 7.º \| Esteban Chaves \| Mitchelton-Scott \| + 7 s \| \| \| 8.º \| Patrick Konrad \| Bora-Hansgrohe \| + 7 s \| \| \| 9.º \| Michael Woods \| EF Education First-Drapac \| + 7 s \| \| \| 10.º \| Pello Bilbao \| Astana \| + 7 s \| \| |                    |                           |                 |
| |                    |                           |                 |
| Fuente: ProCyclingStats |                    |                           |                 |
| Clasificación de la etapa |                    |                           |                 |
| Ciclista | Ciclista           | Equipo                    | Tiempo          |
| 1.º | Richard Carapaz    | Movistar Team             | 5 h 11 min 35 s |
| 2.º | Davide Formolo     | Bora-Hansgrohe            | + 7 s           |
| 3.º | Thibaut Pinot      | Groupama-FDJ              | + 7 s           |
| 4.º | Enrico Battaglin   | LottoNL-Jumbo             | + 7 s           |
| 5.º | Simon Yates        | Mitchelton-Scott          | + 7 s           |
| 6.º | Domenico Pozzovivo | Bahrain-Merida            | + 7 s           |
| 7.º | Esteban Chaves     | Mitchelton-Scott          | + 7 s           |
| 8.º | Patrick Konrad     | Bora-Hansgrohe            | + 7 s           |
| 9.º | Michael Woods      | EF Education First-Drapac | + 7 s           |
| 10.º | Pello Bilbao       | Astana                    | + 7 s           |

## Clasificaciones al final de la etapa

### Clasificación general(Maglia Rosa)
| \| Clasificación general \| Clasificación general \| Clasificación general \| Clasificación general \| Clasificación general \| \| Ciclista \| Ciclista \| Equipo \| Tiempo \| \| \| --------------------- \| --------------------- \| --------------------- \| --------------------- \| --------------------- \| \| 1.º \| Simon Yates \| Mitchelton-Scott \| 31 h 43 min 12 s \| \| \| 2.º \| Tom Dumoulin \| Team Sunweb \| + 16 s \| \| \| 3.º \| Esteban Chaves \| Mitchelton-Scott \| + 26 s \| \| \| 4.º \| Thibaut Pinot \| Groupama-FDJ \| + 41 s \| \| \| 5.º \| Domenico Pozzovivo \| Bahrain-Merida \| + 43 s \| \| \| 6.º \| Rohan Dennis \| BMC Racing Team \| + 53 s \| \| \| 7.º \| Pello Bilbao \| Astana \| + 1 min 03 s \| \| \| 8.º \| Richard Carapaz \| Movistar Team \| + 1 min 06 s \| \| \| 9.º \| Chris Froome \| Team Sky \| + 1 min 10 s \| \| \| 10.º \| George Bennett \| LottoNL-Jumbo \| + 1 min 11 s \| \| |                    |                  |                  |
| |                    |                  |                  |
| Fuente: ProCyclingStats |                    |                  |                  |
| Clasificación general |                    |                  |                  |
| Ciclista | Ciclista           | Equipo           | Tiempo           |
| 1.º | Simon Yates        | Mitchelton-Scott | 31 h 43 min 12 s |
| 2.º | Tom Dumoulin       | Team Sunweb      | + 16 s           |
| 3.º | Esteban Chaves     | Mitchelton-Scott | + 26 s           |
| 4.º | Thibaut Pinot      | Groupama-FDJ     | + 41 s           |
| 5.º | Domenico Pozzovivo | Bahrain-Merida   | + 43 s           |
| 6.º | Rohan Dennis       | BMC Racing Team  | + 53 s           |
| 7.º | Pello Bilbao       | Astana           | + 1 min 03 s     |
| 8.º | Richard Carapaz    | Movistar Team    | + 1 min 06 s     |
| 9.º | Chris Froome       | Team Sky         | + 1 min 10 s     |
| 10.º | George Bennett     | LottoNL-Jumbo    | + 1 min 11 s     |

### Clasificación por puntos(Maglia Ciclamino)
| Clasificación por puntos | Clasificación por puntos | Clasificación por puntos      | Clasificación por puntos | Clasificación por puntos |
| Ciclista                 | Ciclista                 | Equipo                        | Puntos                   |                          |
| ------------------------ | ------------------------ | ----------------------------- | ------------------------ | ------------------------ |
| 1.º                      | Elia Viviani             | Quick-Step Floors             | 178 pts                  |                          |
| 2.º                      | Sam Bennett              | Bora-Hansgrohe                | 100 pts                  |                          |
| 3.º                      | Sacha Modolo             | EF Education First-Drapac     | 73 pts                   |                          |
| 4.º                      | Jakub Mareczko           | Wilier Triestina-Selle Italia | 65 pts                   |                          |
| 5.º                      | Guillaume Boivin         | Israel Cycling Academy        | 52 pts                   |                          |
| 6.º                      | Davide Ballerini         | Androni Giocattoli-Sidermec   | 52 pts                   |                          |
| 7.º                      | Marco Frapporti          | Androni Giocattoli-Sidermec   | 49 pts                   |                          |
| 8.º                      | Enrico Battaglin         | LottoNL-Jumbo                 | 45 pts                   |                          |
| 9.º                      | Niccolò Bonifazio        | Bahrain-Merida                | 43 pts                   |                          |
| 10.º                     | Maksim Belkov            | Katusha-Alpecin               | 38 pts                   |                          |

### Clasificación de la montaña(Maglia Azzurra)
| Clasificación de la montaña | Clasificación de la montaña | Clasificación de la montaña | Clasificación de la montaña | Clasificación de la montaña |
| Ciclista                    | Ciclista                    | Equipo                      | Puntos                      |                             |
| --------------------------- | --------------------------- | --------------------------- | --------------------------- | --------------------------- |
| 1.º                         | Esteban Chaves              | Mitchelton-Scott            | 35 pts                      |                             |
| 2.º                         | Simon Yates                 | Mitchelton-Scott            | 20 pts                      |                             |
| 3.º                         | Thibaut Pinot               | Groupama-FDJ                | 18 pts                      |                             |
| 4.º                         | Richard Carapaz             | Movistar Team               | 17 pts                      |                             |
| 5.º                         | Enrico Barbin               | Bardiani CSF                | 11 pts                      |                             |
| 6.º                         | George Bennett              | LottoNL-Jumbo               | 9 pts                       |                             |
| 7.º                         | Davide Formolo              | Bora-Hansgrohe              | 8 pts                       |                             |
| 8.º                         | Marco Frapporti             | Androni Giocattoli-Sidermec | 7 pts                       |                             |
| 9.º                         | Domenico Pozzovivo          | Bahrain-Merida              | 7 pts                       |                             |
| 10.º                        | Ryan Mullen                 | Trek-Segafredo              | 6 pts                       |                             |

### Clasificación de los jóvenes(Maglia Bianca)
| Clasificación del mejor joven | Clasificación del mejor joven | Clasificación del mejor joven | Clasificación del mejor joven | Clasificación del mejor joven |
| Ciclista                      | Ciclista                      | Equipo                        | Tiempo                        |                               |
| ----------------------------- | ----------------------------- | ----------------------------- | ----------------------------- | ----------------------------- |
| 1.º                           | Richard Carapaz               | Movistar Team                 | 31 h 44 min 18 s              |                               |
| 2.º                           | Sam Oomen                     | Team Sunweb                   | + 36 s                        |                               |
| 3.º                           | Ben O'Connor                  | Dimension Data                | + 54 s                        |                               |
| 4.º                           | Maximilian Schachmann         | Quick-Step Floors             | + 56 s                        |                               |
| 5.º                           | Miguel Ángel López            | Astana                        | + 1 min 06 s                  |                               |
| 6.º                           | Valerio Conti                 | UAE Team Emirates             | + 4 min 07 s                  |                               |
| 7.º                           | Fausto Masnada                | Androni Giocattoli-Sidermec   | + 7 min 51 s                  |                               |
| 8.º                           | Jack Haig                     | Mitchelton-Scott              | + 17 min 02 s                 |                               |
| 9.º                           | Matej Mohorič                 | Bahrain-Merida                | + 18 min 23 s                 |                               |
| 10.º                          | Koen Bouwman                  | LottoNL-Jumbo                 | + 18 min 50 s                 |                               |

### Clasificación por equipos"Super Team"
| Clasificación por equipos | Clasificación por equipos | Clasificación por equipos | Clasificación por equipos |
| Equipo                    | Equipo                    | Tiempo                    |                           |
| ------------------------- | ------------------------- | ------------------------- | ------------------------- |
| 1.º                       | Mitchelton-Scott          | 95 h 12 min 00 s          |                           |
| 2.º                       | Sky                       | + 2 min 06 s              |                           |
| 3.º                       | Movistar Team             | + 2 min 11 s              |                           |
| 4.º                       | Astana                    | + 2 min 23 s              |                           |
| 5.º                       | UAE Team Emirates         | + 6 min 29 s              |                           |
| 6.º                       | Groupama-FDJ              | + 8 min 14 s              |                           |
| 7.º                       | Team Sunweb               | + 14 min 40 s             |                           |
| 8.º                       | Lotto NL-Jumbo            | + 15 min 36 s             |                           |
| 9.º                       | Dimension Data            | + 20 min 40 s             |                           |
| 10.º                      | AG2R La Mondiale          | + 22 min 36 s             |                           |

## Abandonos
Ninguno.